# Chromodoris africana

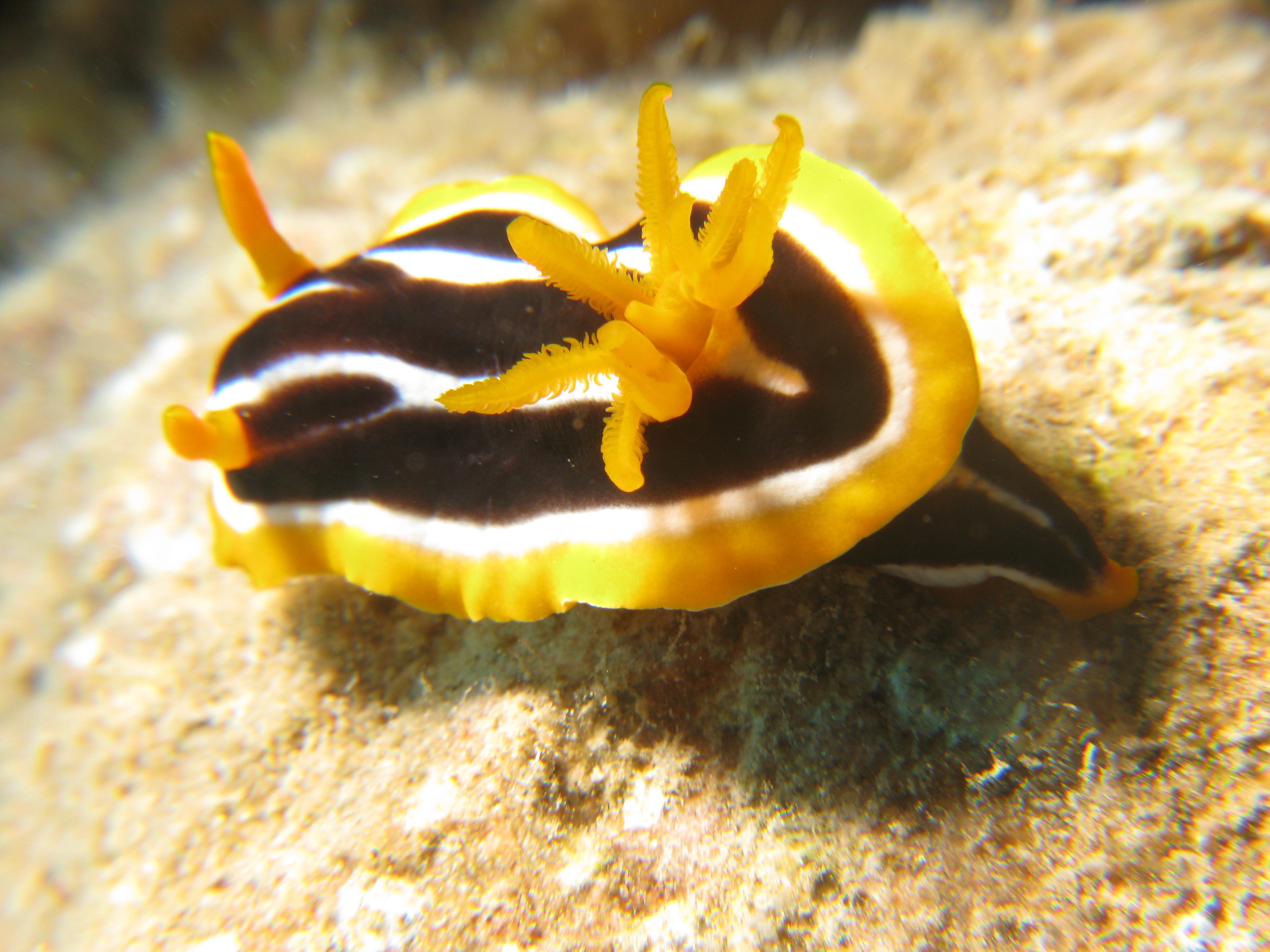

Chromodoris africana es una especie de molusco nudibranquio de la familia Chromodorididae.

## Morfología
El manto dorsal, de forma más o menos ovalada, es de color negro, y tiene dos líneas longitudinales blanco-azuladas por fuera de las branquias y dentro de los rinoforos. El manto está bordeado por una fina línea blanca y una banda amarillo-naranja en el margen, que recorren su perímetro. 
Carecen de órgano de la vista propiamenta dicho, que sustituyen por un órgano sensor situado tras los rinoforos, consistente en una pequeña esfera imbuida en el manto, que tan sólo detecta luz y sombra. Para investigar el medio tiene dos tentáculos situados en la cabeza, llamados rinoforos, y otros dos tentáculos, situados cerca de la boca, que les sirven para oler, detectar estímulos químicos y tocar. En la parte posterior del dorso, tiene unos apéndices de apariencia plumosa que son las branquias que utiliza para respirar. Todos estos apéndices, salvo los bucales, son de color naranja.
Sus vívidos colores, como en otras especies animales, son un aviso al resto de habitantes del arrecife sobre la toxicidad y/o sabor desagradable de su dermis, convirtiéndose en una estrategia de defensa o aposematismo. Son lentos de movimiento y cuando son tocados por un predador, se encogen y esconden los rinoforos.
Supera los 8 cm de longitud.

## Alimentación
Es carnívoro y come principalmente esponjas. Particularmente del género Negombata.

## Reproducción
Como todos los opistobránquios, son hermafroditas y producen tanto huevos como esperma. El conducto genital y la prominente abertura genital están situados cerca de la cabeza, en el lado derecho del cuerpo. Las puestas de huevos las realizan en espirales. Tras la fertilización producen larvas planctónicas, que cuentan con una concha para protegerse durante la fase larval, y que, al evolucionar a su forma definitiva la pierden. La larva deambula por la columna de agua hasta que encuentra una fuente de comida, normalmente esponjas, entonces se adhiere y evoluciona al animal adulto.

## Hábitat y distribución
Se distribuye en el Índico, en aguas de Kenia, Tanzania, Madagascar, Sudáfrica y el mar Rojo.
Asociados a arrecifes, son bénticos y diurnos. Se localizan desde los 5 hasta los 40 m de profundidad.